# Lövö, Mönsterås kommun
Lövö är en ö som bildar ett naturreservat i Mönsterås kommun i Kalmar län.
Området är naturskyddat sedan 1973 och är 785 hektar stort. Reservatet består av grova ekar, björkar och grova, hamlade lindar samt hagmarker i öns södra del.